# Tmethis iranica
Tmethis iranica är en insektsart som beskrevs av Werner 1939. Tmethis iranica ingår i släktet Tmethis och familjen Pamphagidae. Inga underarter finns listade i Catalogue of Life.